# Шевинкур
Шевинкур (фр. Chevincourt) насеље је и општина у североисточној Француској у региону Пикардија, у департману Оаза која припада префектури Компјењ.
По подацима из 2011. године у општини је живело 849 становника, а густина насељености је износила 104,04 становника/km². Општина се простире на површини од 8,16 km². Налази се на средњој надморској висини од 45 метара (максималној 181 m, а минималној 37 m).

## Демографија
| 1962. | 1968. | 1975. | 1982. | 1990. | 1999. | 2011. |
| ----- | ----- | ----- | ----- | ----- | ----- | ----- |
| 538   | 623   | 640   | 687   | 738   | 789   | 849   |

График промене броја становника у току последњих година